# 川湯溫泉 (北海道)
川湯溫泉（日语：／ Kawayu Onsen）是位於日本北海道川上郡弟子屈町的溫泉區，溫泉區中有一條由溫泉水源產生的溫泉河，區內的溫泉旅館、商店便分佈在這條溫泉河周邊，溫泉區旁還有介紹川湯溫泉周邊的生態、地理資料的川湯環境博物館中心，和陳列第48代橫綱大鵬幸喜資料的大鵬相撲紀念館。
溫泉源自南方約2.5公里處的硫磺山，而「川湯」的名稱便來自本地的阿伊努語地名「sesek-pet」（セセク・ペッ，熱的河川），到此的和人也直接取其意思來命名；但因為在北海道函館有被阿伊努人命名為「yu-pet」（yu來自於日語）的地名，意思同樣是「熱的河川」，而且日語已經命名為「湯之川」（湯之川溫泉），故本地則改使用「川湯」做為名稱。
釧網本線設有川湯溫泉車站，但實際上距離溫泉區還有三公里的距離。

## 歷史
由於這條明顯可見的溫泉川，這理的溫泉很早就被原住民和探險者發現。1886年由於開採附近的硫磺山的緣故，本地出現第一家溫泉旅館，1904年後開始逐漸形成一個溫泉區；1930年釧網本線開始營運，以及1934年阿寒國立公園成立，開始帶來大量的觀光客。
川湯溫泉的觀光產業一度因二次大戰而衰退，直到1953年因為電影《請問芳名》來到此地取景，再度帶動觀光產業的發展。

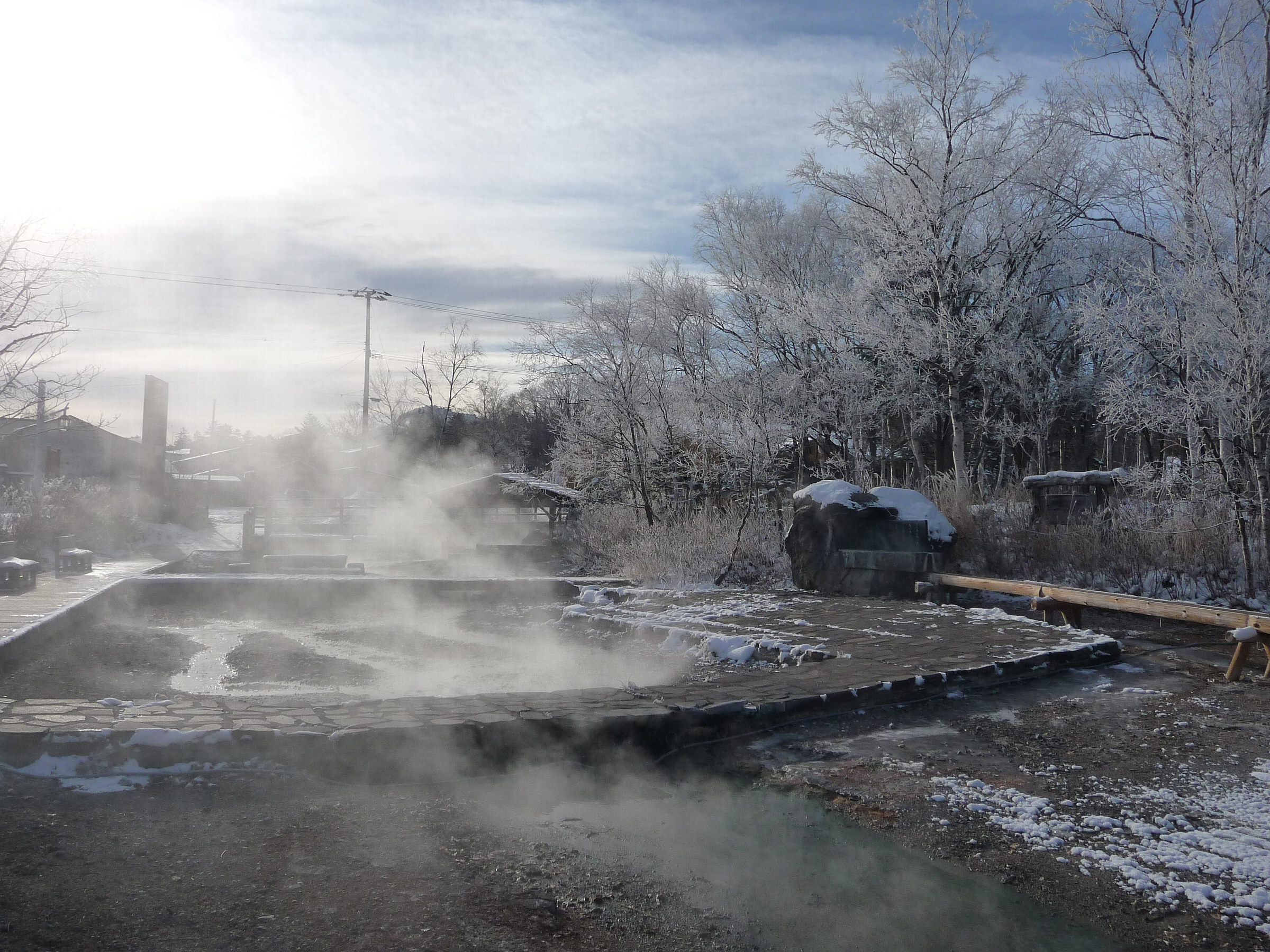
川湯溫泉區的溫泉河
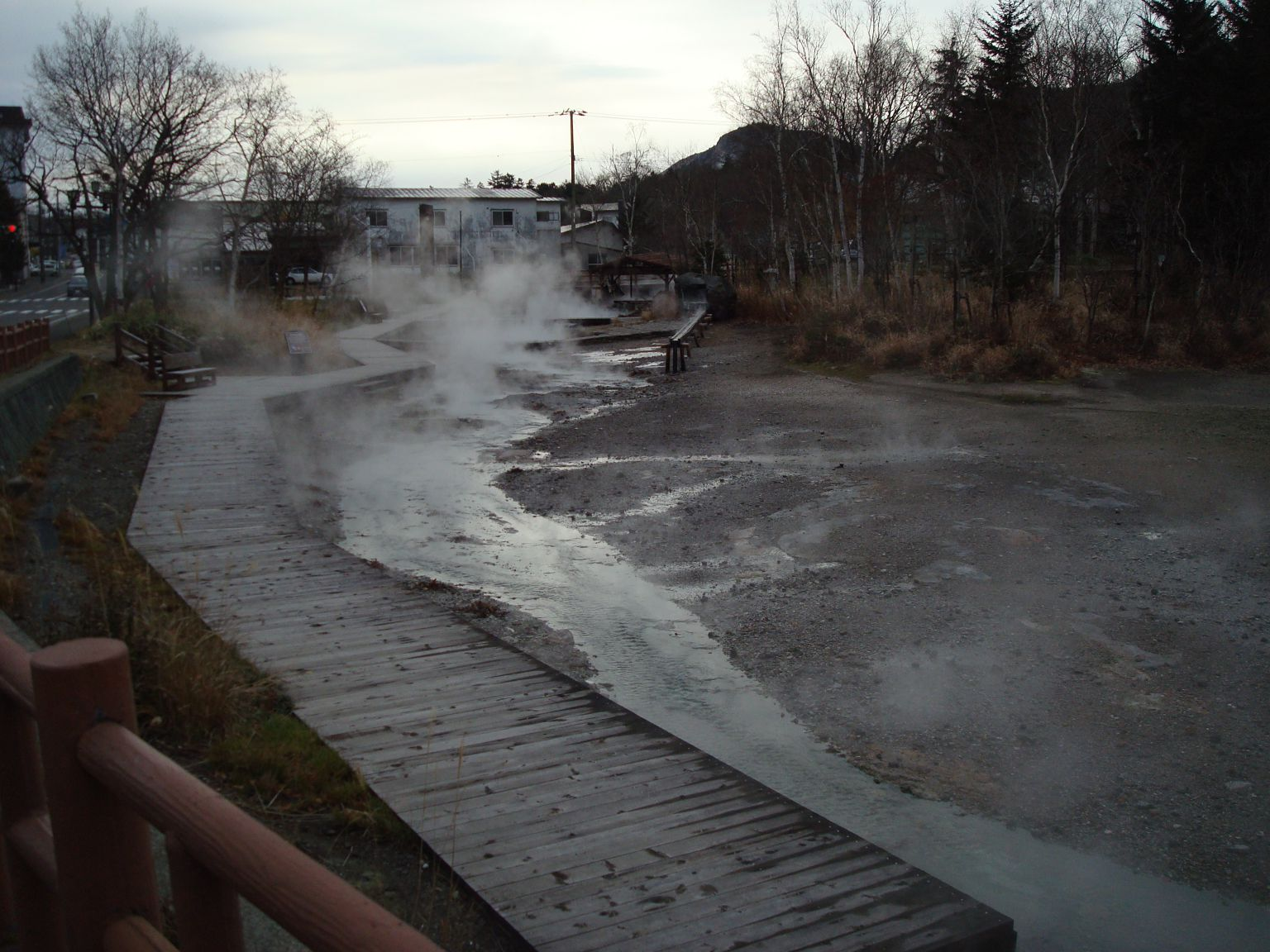
川湯溫泉區的溫泉河
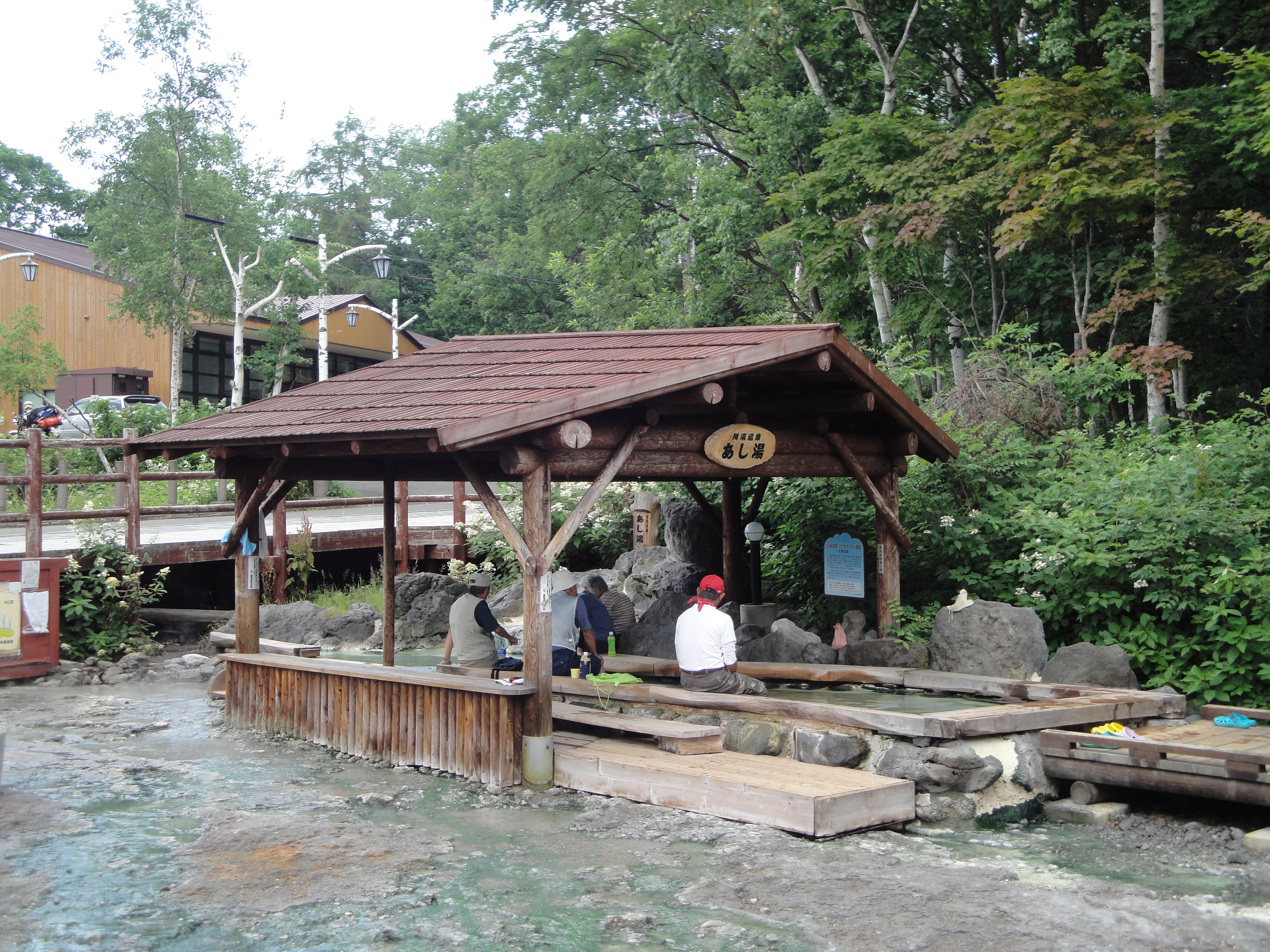
川湯溫泉的足湯
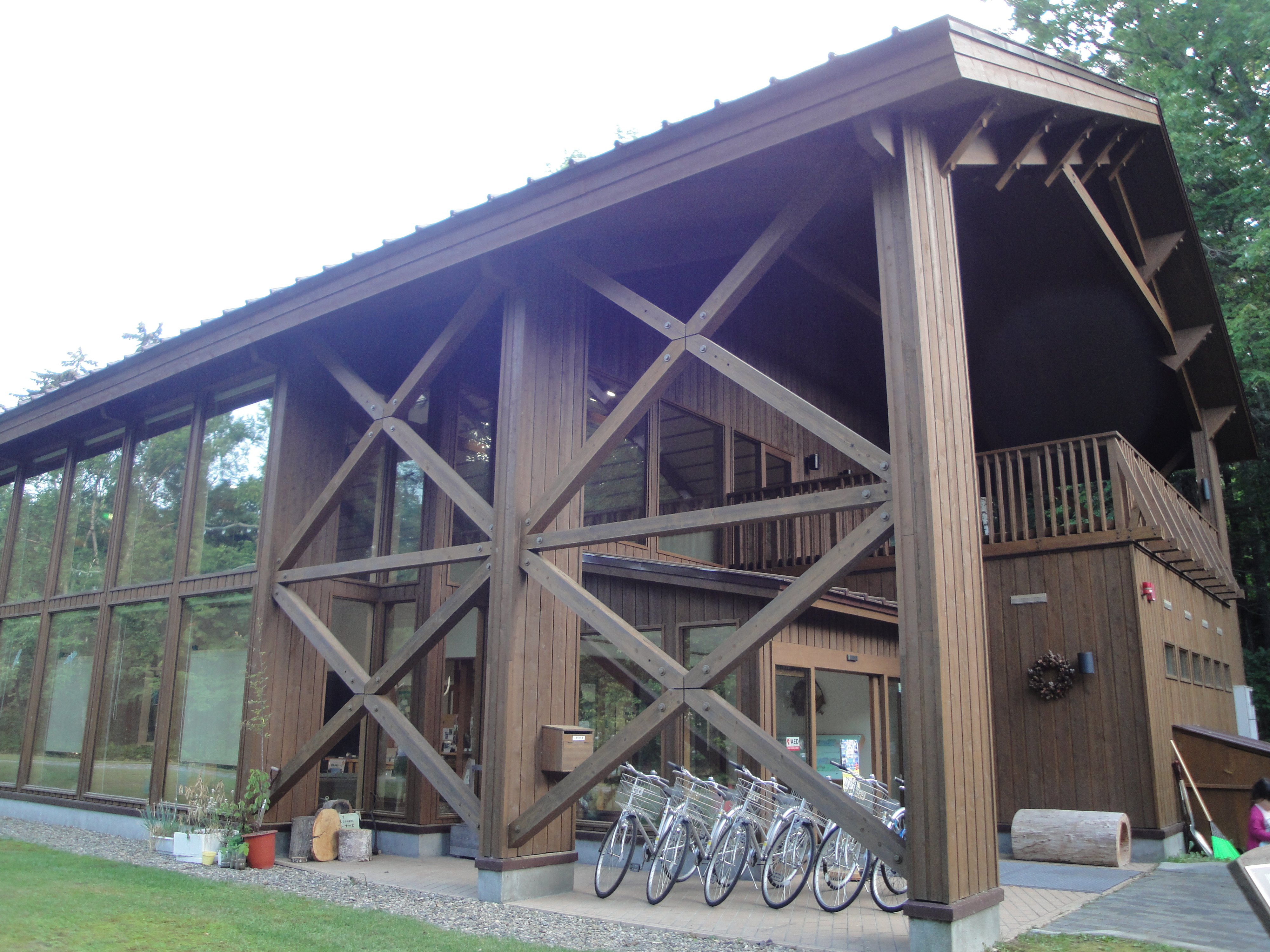
川湯環境博物館中心

## 外部連結
- （日語） 弟子屈　川湯溫泉地區
- （日語） 川湯環境博物館中心